# 使命召唤：高级战争
《決勝時刻：先進戰爭》是一款由Sledgehammer Games开发并由美国动视发行的第一人称射击游戏。本作是使命召唤系列的第11款正统续作，也是第1款由Sledgehammer Games为主要开发团队开发的系列作品。游戏于2014年11月4日在Windows，第八世代主机Xbox One和PlayStation 4以及上一世代Xbox 360和PlayStation 3等平台上发售。

## 玩法
與系列以往作品相同，介面維持第一人稱視角，但由於時代設定於未來，所有槍枝均能以全息影像顯示武裝情況，手榴彈能透過模式轉換而達到不同的軍事目的，士兵也配备了类似强化外体骨骼的動力服（Exo）以加強戰鬥能力，主角能透過完成遊戲內的挑戰獲得升級點數對其外骨骼加以強化。遊戲也引進更先進的軍備，包括搭載隱形系統的載具、漂浮摩托車（hoverbike）、四轴飞行器等等。

## 剧情
2054年，美國海軍陸戰隊隊員傑克‧米契爾（Jack Mitchell，特洛伊·贝克飾演）偕同隊友威爾·艾恩斯（Will Irons，保罗·特尔弗飾演）與上級科麥克中士（Cormack，罗素·理查森飾演）前往首爾參與反北朝鮮侵略戰爭，威爾陣亡而傑克失去左臂而退役。在威爾的喪禮後，傑克獲威爾的父親乔纳森·艾恩斯（Jonathan Irons，凱文·斯貝西飾演）招攬加入其私人軍事服務公司「巨神」（Atlas）並取得新的機械義肢，與前輩吉迪恩（Gideon，吉迪恩·埃默里飾演）和小丑（Joker，杰瑞米·肯特·杰克森飾演）一起執行各種反恐和維和任務。不久一支名為KVA的反科技恐怖組織在全世界各地發動恐怖襲擊，各國的核電廠被毀壞，大量平民因感染核輻射而死，國家軍隊也難以應付KVA的威脅，並使世界各國政府機能停頓。
2059年，巨神因負責核災難後的重建及維持秩序都表現出了極高效率和能力而深得民心，因此也一躍成為世上的主要軍事力量，並協助受害平民和抵抗KVA的襲擊。
同年，傑克和吉迪恩在底特律俘獲KVA的要員皮埃爾·达诺瓦博士（Pierre Danois，埃里克·帕索亚飾演），經巨神的前俄羅斯特種部隊成員伊羅娜（Ilona，安洁拉·格茨飾演）盤問後獲悉KVA首領哈帝斯（Hades）將於希臘的聖托里尼展開幹部會議。艾恩斯以「巨神為國際註冊的企業，不須國會批准。」為由無視美國國會和軍方的反對發動擊殺行動。雖然行動部隊遭到KVA伏擊而損失慘重，傑克與伊羅娜仍成功殺死哈帝斯，但哈帝斯斷氣前交出一枚記憶晶片並表示「艾恩斯是知情的」（Irons knows）。
在“新巴格达”的巨神公司總部，伊羅娜向傑克和吉迪恩揭露記憶晶片內的記錄影像：艾恩斯殺死了傑克和吉迪恩在奈及利亞的行動中倖存的人質、知悉KVA反科技恐怖組織數年前策劃的襲擊行動他實際上早已知情：艾恩斯故意讓KVA成功炸毀核電廠並從中獲利和提升巨神的形象。此時艾恩斯率人拘捕了傑克和伊羅娜並表示錄像是恐怖組織所偽造，吉迪恩選擇相信艾恩斯而隨他離開。在一名身份不明的人士X的協助下，傑克和伊羅娜成功逃出公司總部，並發現X就是傑克在陸戰隊時的上級科麥克，現已加入以阻止巨神為目標的國際秘密特遣部隊「哨兵」（Task Force Sentinel）。
2060年，加入了哨兵部隊的傑克、伊羅娜與科麥克和諾克斯（Knox、卡里·佩顿飾演）潛入艾恩斯位於泰國曼谷的別墅，發現皮爾博士與艾恩斯正合作開發代號為「蠍獅」（Manticore）的病毒，並在南極圈的攔截行動中遇上了解艾恩斯動用該化學武器的意圖並決定投誠的吉迪恩。部隊取得武器樣本分析後發現：「蠍獅」是一種針對特定基因序列的高致命性化學武器，能攻擊擁有蠍獅基因資料庫中存在的基因序列的巨神雇員以外的任何人，其後潛入巨神位於保加利亞的實驗室，破壞了工廠和摧毀了大部分蠍獅成品。
聯合國同意巨神成為安理會首個非國家的常任理事，但艾恩斯在聯合國大會上承認開發生化武器，對全世界宣戰且首先攻擊美國本土，因此要抹殺各國政府和軍隊以實現世界在巨神獨裁統治下的和平。傑克和吉迪恩前往舊金山金門大橋解救被巨神部隊圍攻的美國海軍第三艦隊。七個月後哨兵部隊聯同美軍進攻新巴格達討伐艾恩斯，但艾恩斯於市內施放蠍獅，導致大量（包括諾克斯在內）美軍和當地平民死亡，傑克、吉迪恩和伊羅拉三人因病毒仍認同他們是巨神的雇員而未受感染，科麥克也因在感染範圍外而生還，但四人被俘虜帶往巨神的戰俘營。
艾恩斯親自盤問四人，離開前先後槍擊科麥克讓他逐漸失血和擊毀傑克的義肢。吉迪恩和伊羅娜擊倒獄卒救出傑克和科麥克並分頭逃走，傑克與吉迪恩也在期間發現艾恩斯仍有足夠蠍獅攻擊世上所有軍事設施並已準備透過彈道飛彈發射。四人逃出後科麥克因失血過多而死，傑克、吉迪恩和伊羅娜決定繼續行動。傑克和吉迪恩穿上重型裝甲直搗巨神新巴格達總部，成功破壞了彈道飛彈並在哨兵部隊進攻總部大樓前尋獲艾恩斯。但他逃走前利用駭客程式凍結了傑克和吉迪恩的外骨骼使他們無法行動，傑克手動卸除外骨骼後獨自繼續追擊並在大樓頂部陽台撲向艾恩斯把他推離大樓，艾恩斯緊抓著傑克破損的義肢並要求傑克看在給了他第二次機會的恩情饒他一命，但傑克使用戰鬥刀把義肢切掉讓艾恩斯摔下火海。雖然艾恩斯已死，但傑克表示這只是開端：對抗巨神的戰爭才剛剛開始。

## 开发
Sledgehammer Games在成為《決勝時刻：現代戰爭3》的合作開發商前已在開發一款為名《決勝時刻：戰爭之霧》（Call of Duty: Fog of War）的遊戲，背景設定於越戰時期和被指將會採用第三人稱視角，同時有謠言指出一款《決勝時刻》大型線上多人模式遊戲也處於開發階段。Activision Publishing行政總裁艾力克·荷殊堡（Eric Hirshberg）其後表示《現代戰爭3》並非Sledgehammer Games所說的《決勝時刻》遊戲，並在被問及該遊戲是否已在開發時回答Sledgehammer團隊在全力開發《現代戰爭3》，因此他們的遊戲須押後製作，最終在2014年11月確認開發。
遊戲總監米高·康德利（Michael Condrey）表示遊戲引擎須從頭製作，雖然保留了部分舊碼但有新動畫、物理和聲效系統。人物動畫採用與電影《阿凡達2》的技術，Activision表示《決勝時刻》新的三年開發週期暗示《先進戰爭》的開發商Sledgehammer Games能創造一個比前往系列作品更真實的世界。
2014年6月6日，雜誌《MCVOnline》確定負責開發《Deadpool》與《變形金剛》的團隊High Moon工作室正在參與《先進戰爭》PlayStation 3版本和Xbox 360版本的開發工作，Sledgehammer Games則負責遊戲的微軟視窗版本、PlayStation 4版本和Xbox One版本。Activision確認遊戲不會在Wii U上發行，因此《先進戰爭》是自2009年《決勝時刻：現代戰爭2》以來首部沒有在任天堂主機平台上發行的遊戲。米高·康德利也在推特確認《先進戰爭》的多人模式與《決勝時刻：魅影》同樣有女性士兵角色。

## 市场营销和发行
2014年5月，《決勝時刻》官方網頁顯示一張被干擾了的圖片並表示將在5月4日公開，但宣傳短片已在5月1日泄露，其後也正式公開。短片顯示聲優凱文·史賓斯為遊戲中一名討厭民主的角色配音，也透露一系列未來科技，包括搭載隱形系統的飛行器、雙螺旋槳偵察機、懸浮摩托車、蜘蛛坦克車、特裝化武器、動力服、聰明手榴彈和攀登手套；7月29日，Sledgehammer Games 公開了新短片，透露更多單人任務的背景設定以及少量多人模式內容，包括與《決勝時刻：黑色行動2》相近的分數連鎖以及新抬頭顯示器。。

## 评价
遊戲評價普遍正面。Electronic Gaming Monthly成員約殊·哈文（Josh Harmon）給予遊戲9/10分，讚揚戰鬥系統引人入勝、劇情連貫、個人化設定深入和多人模式是《決勝時刻》系列目前最有深度、最好玩和最講求技術的一個，同時認為遊戲內富有未來色彩的武裝為系列帶來新意，但批評單人任務關卡設計與以往作品相近、劇情容易預測、合作模式不甚吸引和單人遊戲中涉及駕駛的任務操縱不靈活；IGN成員布萊恩·阿爾伯特（Brian Albert）給予遊戲9.1/10分，讚揚遊戲設定於21世紀中期，認為此舉成功脫離了《現代戰爭》三部曲的21世紀背景，同時欣賞為主角米切爾與艾恩斯配音的聲優特羅伊·貝克與凱文·斯貝西的表現，此外也讚揚單人遊戲關卡富有創意，尤其部分容許玩家自由選擇完成任務方式，新引進的動力服也使多人模式變得更有趣，但批評單人遊戲妨礙了角色之間關係的發展和對話。遊戲獲得IGN的2014年最佳圖像（科技）獎。
Game Informer成員丹尼爾·達克（Daniel Tack）給予遊戲9/10分，讚揚遊戲容許玩家作大量快速移動、多人模式中武裝個人化設定深入而且設有多個遊玩模式、視覺效果美麗以及單人任務關卡有趣，但批評劇情容易預測和武裝升級後效果不顯著，總結遊戲保留了決勝時刻系列出色的槍戰，同時跨進了一大步；PlayStation Lifestyle同樣給予遊戲9/10分，表示開發商在個人化方面給予玩家很大的滿足感，超越了以往純粹作裝飾用的徽章解鎖；Joystiq成員路德维希·基茨曼（Ludwig Kietzmann）給予遊戲4/5分，讚揚多人模式地圖密集豐富且富有挑戰性、角色可進行自由的三維空間移動、單人任務連貫緊湊、角色真實、以及劇情敍述手法高明且像電影一般，但批評遊戲與以往作品相近，總結遊戲沒有足夠力量突破玩家對系列的期望。
GameSpot成員覓高（Miguel）給予遊戲8/10分，讚揚多人模式內容豐富、戰鬥系統帶有未來色彩、以及新導入的Uplink模式富娛樂性，　但批評劇情敍述不一致而使玩家不能完全投入單人任務，以及多人模式難度設定膚淺並使合作模式單調乏味；USgamer給予遊戲3.5/5分，認為遊戲貫徹了系列的特色並增加了機械人、鐳射砲、雙重跳躍等一連串的新元素，但開發商似乎不願完全拋開顧忌，沒有把遊戲設定完全發揮，使遊戲雖然充實豐富但最終沒有驚喜。
中国大陆游戏杂志《游戏机实用技术》为游戏打出26/30分，称赞游戏的画面和未来科技元素，但对游戏模式无新意表示不满。

## 行銷
Eurogamer表示遊戲在2014年11月於美國的銷量比前作《決勝時刻：魅影》少約百分之二十七，但仍是2014年美國銷量最高的遊戲。